# Джозеф Сторі
Джозеф Сторі (англ. (Joseph Story; 18 вересня 1779; Марблхед, Массачусетс, США — 10 вересня 1845; Кембридж, Массачусетс, США) — американський правник, член Верховного суду США, член Палати представників США.

## Біографія
Джозеф Сторі народився у другому шлюбі Еліши Сторі, одного із учасників Бостонського чаювання 1773 року. У 1801 році закінчив факультет права Гарвардського університету і був прийнятий у колегію адвокатів у Сейлемі, штат Массачусетс. Працював у пароплавній компанії «Crowninshield & Sons», де займався проблемою зовнішнього торговельного ембарго Джефферсона.
У 1805 році був обраний до законодавчого органу штату Массачусетс. У 1808—1809 роках був членом Палати представників США. З 1810 року знов член Палати представників штату Массачусетс, у 1811 році обраний спікером цієї палати.
У листопаді 1811 році Президент США Джеймс Медісон призначив Джозефа Сторі членом Верховного суду США. Він став наймолодшим членом цього суду і перебував на цій посаді до своєї смерті. З 6 липня 1835 року до 16 березня 1836 року Сторі був тимчасовим головою Верховного суду до призначення нового голови після смерті попереднього.
З 1829 року проживає в Кембриджі, де викладає право у Гарвардському університету на посаді професора.

## Творчий доробок
Джозефа Сторі залишив багато праць на різні теми. Серед них і поетична збірка «Сила самотності» (1804). Друкував листи, журнальні статті, промови, чимало з яких присвячені засудженню рабства.
Найбільше його творів присвячені правовим питанням, що отримали визнання у світі. Найвідоміші серед них — Коментарі до Конституції США (в 3 т., 1833), Короткий виклад Конституції США (1834), Коментарі конфліктного права (Коментарі щодо конфлікту законів) (1834), Закон про агенції (1839), Закон про векселі (1843).
На думку багатьох дослідників його творчості праця «Коментарі конфліктного права» заклала основи міжнародного приватного права.